# Pomnik Powstańców Warszawy w Warszawie
Pomnik Powstańców Warszawy – pomnik znajdujący się na placu Powstańców Warszawy w Warszawie.

## Opis
Monument został odsłonięty w 35. rocznicę wybuchu powstania, 1 sierpnia 1979. Jego autorem jest Andrzej Domański. 
Pomnik ma formę tablicy otoczonej 63 prostopadłościanami różnej długości, co symbolizuje liczbę dni powstania i barykadę.  Na tablicy umieszczono napis: Na tym placu 1 sierpnia 1944 r. o godzinie 17 Kompanie Batalionu „Kiliński” Armii Krajowej rozpoczęły heroiczne walki Powstania Warszawskiego.
W 2018 przy upamiętnieniu ustawiono  multimedialną ławeczkę, która gra powstańcze melodie.